# 赫伯-奧弗加德 (亞利桑那州)
赫伯-奧弗加德（英語：Heber-Overgaard）是位於美國亞利桑那州納瓦霍縣的一個人口普查指定地區。根據2010年美國人口普查，該地人口為2822人，而該地的面積約為17.77平方千米。

## 地理
赫伯-奧弗加德的座標為34°24′47″N 110°33′52″W / 34.41306°N 110.56444°W，而該地最高點為海拔高度2020米（即6627英尺）。